# Harita rectilinea
Harita rectilinea là một loài bướm đêm trong họ Erebidae.